# Thysanoptera
Os insetos da ordem Thysanoptera (do grego thysanos = franja, pteron = asa) são popularmente conhecidos como tripes (do grego thripos), que significa “verme da madeira”, uma vez que diversas espécies vivem em madeira morta e alimentam-se de fungos. No Brasil, algumas espécies são também conhecidas como “lacerdinhas”, “amintinhas”, “azucrinóis”ou “barbudinhos”. Algumas das que danificam plantas são chamadas de “piolho da cultura em questão” ou “tripes do sintoma causado”. Eles estão distribuídos pelos 5 continentes e atualmente são conhecidas pouco mais de 6160 espécies de tripes, sendo que no Brasil foram identificados cerca de 600, correspondendo a quase 10% da espécies conhecidas.
Os adultos apresentam corpo alongado e delgado, com o tamanho variando de 0,5 a 15mm e a coloração de esbranquiçada a negra.Possuem arólios na região mais distal das pernas que auxiliam na adesão ao substrato; podem apresentar 2 pares de asas com franjas de cerdas, mas também ha indivíduos ápteros; e um aparelho bucal único entre os insetos do tipo picador-sugador assimétrico, utilizado para raspar e picar o alimento. O ovipositor é a principal característica na diferenciação das duas subordens: em Terebrantia é cônico,  penetrante e saliente; e em Tubulifera é tubular, interno e não penetrante.
São conhecidos principalmente por serem fitófagos devido aos danos que causam às agriculturas (indução de galhas; necrose e queda de folhas, frutos e flores; formação de cecídeas; transmissão de vírus), mas mais de 50% alimentam-se de fungos e existem espécies predadoras de pequenos artrópodes (principalmente de ácaros, coccídeos e mesmo outros tripes fitófagos), mas muitas espécies também são muito importantes para a polinização de algumas plantas.
A maioria possui reprodução sexuada, mas também ocorre reprodução por partenogênese nas espécies em que não ha machos ou estes são raros. O desenvolvimento pós-embrionário é intermediário entre hemimetábolo e holometábolo, sendo conhecido como remetabolia.

## Morfologia

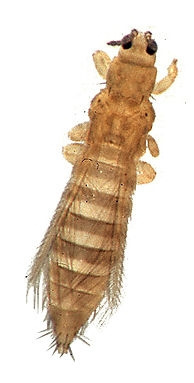
Thrips tabaci - sub-ordem Terebrantia.

Os insetos dessa ordem variam de 0,5 a 15 mm de comprimento, sem considerar as antenas, que variam de 1 a 3 mm. Possuem corpo alongado e achatado dorso-ventralmente e coloração variando de esbranquiçada a negra.
A cabeça apresenta uma forma retangular simétrica quando vista dorsalmente, mas assimétrica em visão ventral devido ao seu aparelho bucal único do tipo picador-sugador e que apresenta apenas uma mandíbula do lado esquerdo. No mesmo tagma está presente um par de antenas, localizadas entre os olhos, moniliforme ou filiforme, com 4 a 9 artículos e  cerdas, que podem ser  comuns ou sensilos (cerdas com sensores) e possuem características variadas, sendo utilizados na identificação de famílias, gêneros e espécies. Os olhos são compostos, mas com pouco omatídeos (menos de 10), e entre eles localizam-se 3 ocelos funcionais, porém apenas nas espécies aladas.

Thysanoptera da sub-ordem Tubulifera.

O protórax é livre com pronoto (esclerito dorsal do protórax) bem visível  e padrão de cerdas, utilizados para identificação. O meso e metatórax são unidos, com um par de espiráculos em cada e podem apresentar cerdas, esculturações e sensilos nos escleritos dorsais (meso e metanoto, respectivamente), estes são usados na classificação. Asas podem estar presentes ou não. As pernas são do tipo ambulatoriais, às vezes com as posteriores saltatórias e as anteriores raptoriais. Os tarsos mais distais de cada perna apresentam um arólio (bolha, vesícula ou bexiga) eversível e grande, que são cobertos por secreções liberadas por glândulas localizadas nas tíbias, auxiliando na aderência do inseto ao substrato.
Abdômen com 11 segmentos,sendo apenas 10 visíveis e o último vestigial ou muito reduzido com 2 pequenos escleritos; apresenta cerdas sigmóides (curvadas) em quantidades variáveis que prendem as asas. Nas fêmeas de Terebrantia o segmento abdominal X é cônico, incompleto ventralmente e invaginado, como parte da bainha do ovipositor; e nos machos da mesma subordem e em Tubulifera (ambos os sexos)  o segmento X é tubuliforme. A genitália dos machos é semelhante nas duas subordens: simétrica, oculta, tubular e com a abertura entre os esternitos IX e X. Cercos são ausentes e o ovipositor varia entre as duas subordens.

### Aparelho bucal
As peças bucais apresentam orientação hipognata e são do tipo picador-sugador assimétrico, uma vez que a mandíbula direita é reduzida ou atrofiada e a esquerda é presente, sendo estiliforme, simples e reforçada. O cone bucal é composto por labro, lábio, duas estipes maxilares, um par de palpos labiais e um maxilar (maior que o anterior).
O aparato alimentar é composto por 3 estiletes: um mandibular esquerdo e dois maxilares, cada um contido em uma bolsa; quando acoplados, os estiletes maxilares formam um tubo com abertura subterminal, com o qual injetam saliva nos tecidos e sugam o conteúdo celular, uma de cada vez. Em espécies que se alimentam de esporos de fungo, o canal alimentar e os estiletes maxilares são mais largos, permitindo a ingestão de poros inteiros.
Em Terebrantia os palpos maxilares apresentam 2 ou 3 artículos e os estiletes estão comumente pouco retraídos dentro do cone bucal, quando em repouso. E em Tubulifera existem 2 artículos no palpos maxilares e geralmente, quando em repouso, os estiletes encontram-se, no interior do cone bucal, muito retraídos.

Esquemas das peças bucais de Tripes
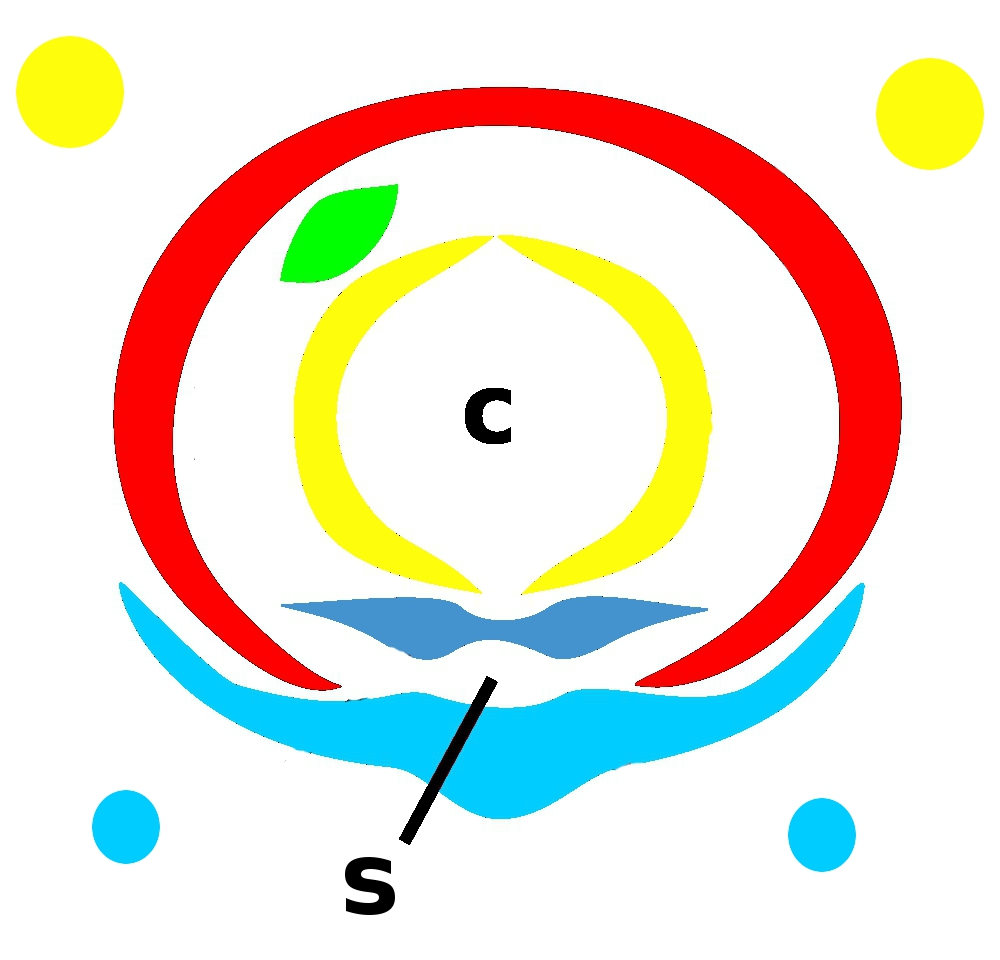
Corte transversal das peças bucais de um Thysanoptera (vermelho: labro; verde: mandíbula esquerda; amarelo: palpos maxilares e estipes maxilares; c: canal alimentar; azul escuro: hipofaringe; s: canal salivar; azul claro:lábio e palpos labiais).
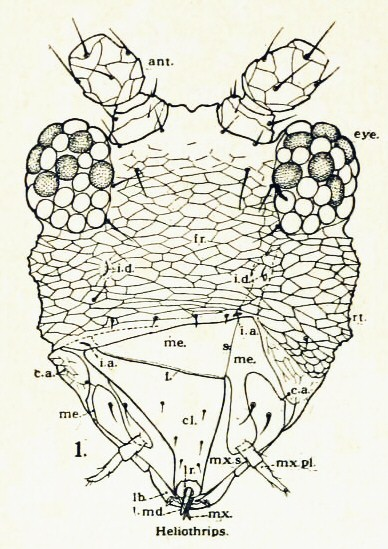
Cabeça de um Thysanoptera mostrando a disposição das antenas (ant), os olhos (eye) e o aparelho bucal do tipo picador-sugador assimétrico com apenas a mandíbula esquerda (me).

### Asas

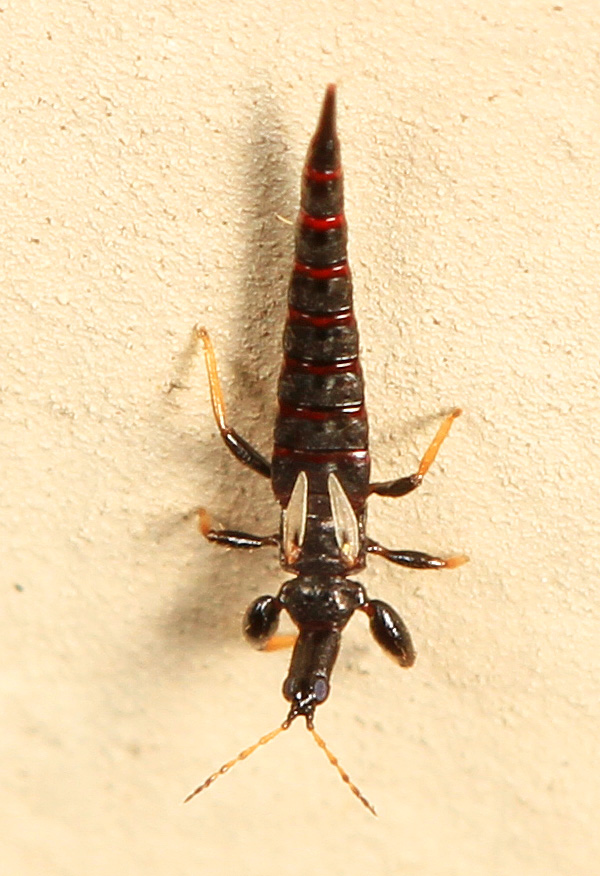
Tripes micrótero

Possuem dois pares de asas, entretanto algumas espécies apresentam polimorfismo quanto ao tamanho das mesmas em ambos ou em um dos sexos (geralmente machos), podendo ser ápteros, micrópteros ou macrópteros. São finas, lanceoladas, membranosas, podendo ser claras ou não e alguns indivíduos apresentam a asa anterior mais larga. Apresentam franja de cerdas (de onde vem o nome da ordem) ou cílios finos e longos em ambas ou apenas uma margem, que resulta no aumento da área funcional, podendo chegar a 80% da mesma. A asa anterior possui álula com um par de cerdas terminais, que se acoplam às cerdas costais da asa posterior.
Em Terebrantia as asas apresentam duas veias longitudinais cobertas por minúsculas cerdas, a membrana é coberta por microtríquias (microvilosidades especializadas que aumentam a superfície de contato)  e em repouso, ficam paralelas sobre o abdômen. E em Tubulifera as asas não apresentam venação, a membrana não apresentam pilosidade microscópica e repousam sobrepostas uma a outra no abdômen.

### Ovipositor
Em Terebrantia estão presentes 4 valvas serradas salientes localizadas ventralmente entre os esternitos VIII e IX em uma fenda longitudinal formando um ovipositor penetrante ou terebra. Este pode ser curvado na direção do corpo ou contrário ao mesmo (dependendo da família) e é usado para inserir os ovos dentro do tecido vegetal.
Em Tubulifera não ha terebra. O ovipositor é não penetrante e localiza-se internamente, sendo eversível e flexível; a vulva localiza-se entre os esternitos VIII e IX.

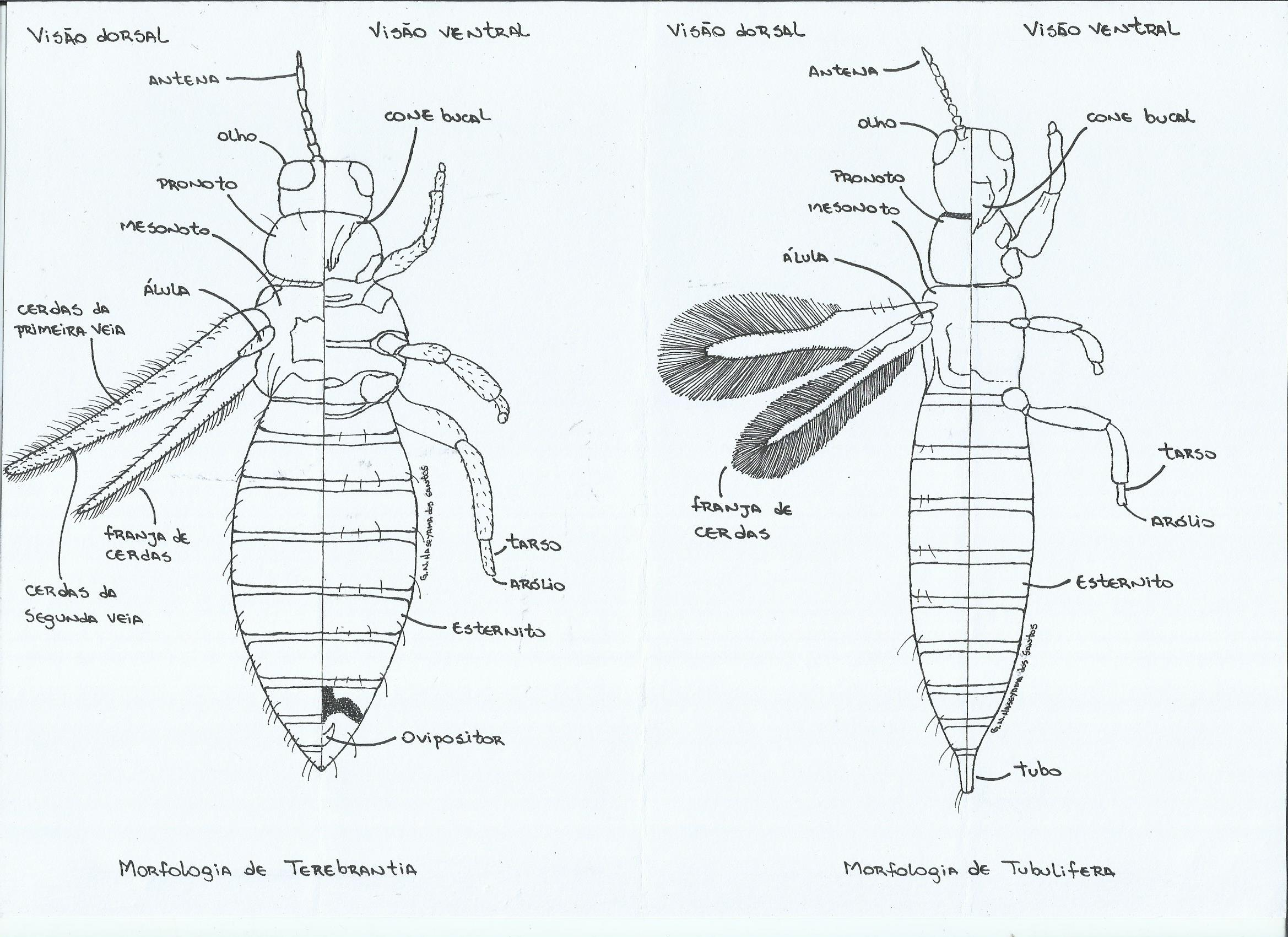
Esquema de Terebrantia e Tubulifera, baseado em Insetos do Brasil - diversidade e taxonomia

## Biologia

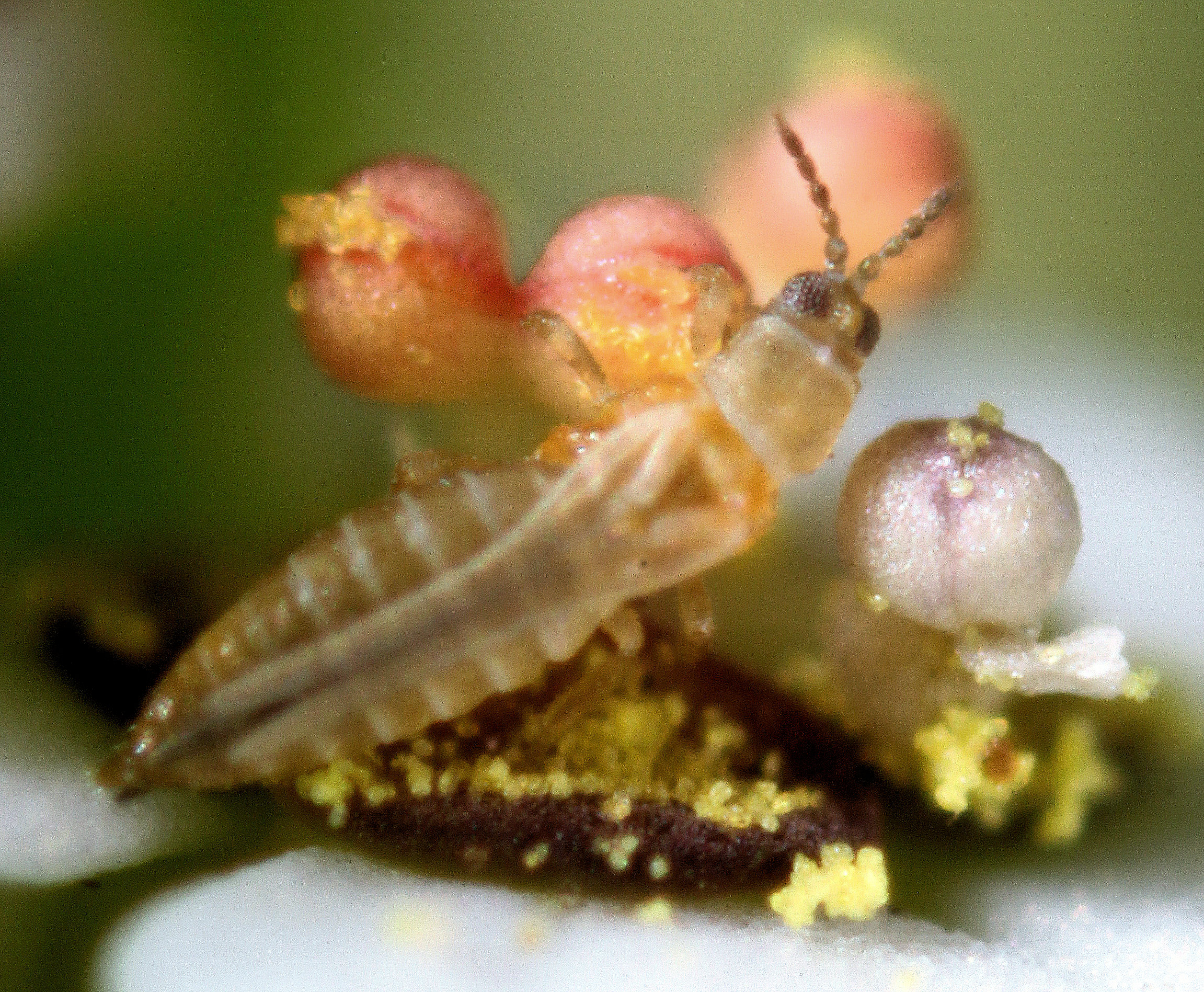
Thysanoptera (provavelmente Frankliniella occidentalis - sub-ordem Terebrantia) alimentando-se dos grãos de pólen de uma Euphorbia albomarginata

### Alimentação

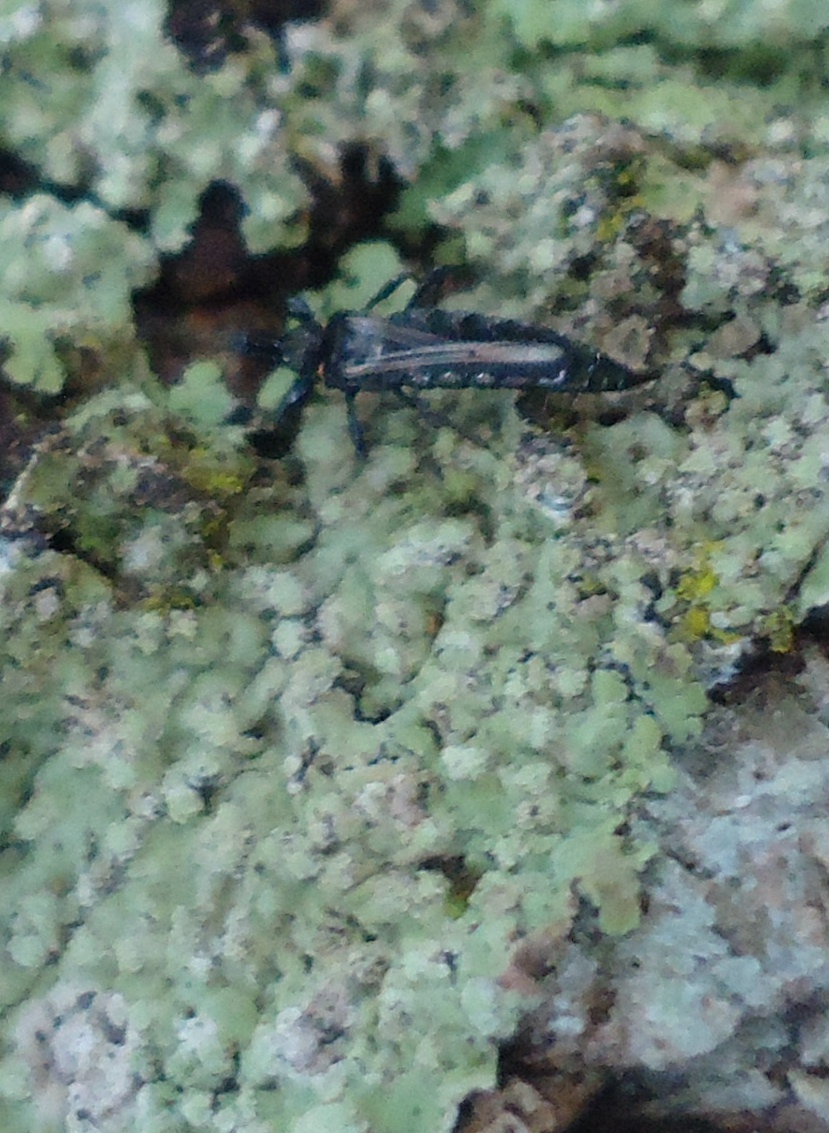
Tripes da família Phlaeothripidae (Tubulifera) alimentando-se de fungos

Os tripes podem ser  fitofagos, alimentando-se das  folhas e flores; micófagos ou fungívoros os quais se alimentam dos esporos dos fungos; predadores atacando ácaros, aleirodídeos, afídios, coccídeos, outros tripes e/ou seus ovos e nematoides; e também há duas espécies de ectoparasitas. A predação facultativa ou fitozoofagia é recorrente.
São portadores de um aparelho bucal  do tipo picador-sugador com três estiletes, oriundos de peças bucais modificadas (maxilares e mandíbula esquerda) e atrofiada (mandíbula direita). Os tripes que se alimentam dos fluidos das plantas o fazem introduzindo o estilete mandibular na lamina foliar, abrindo um orifício em uma única célula, em seguida introduzem os dois estiletes maxilares, os quais formam um tubo, e suga todo o fluido celular. O mesmo procedimento também é utilizado para extrair o conteúdo do grão de pólen. Metade de todas as espécies de tripes são fungívoras e consomem as hifas ou  os esporos destes organismos. Os esporos são consumidos inteiros, pois estas espécies de tripes possuem o canal alimentar e o tubo maxilar mais largo. Acredita-se que os  primeiros Thysanoptera alimentavam-se de hifas de fungos e tecidos em decomposição.
Os danos diretos na planta vão desde a descoloração da parte afetada, no caso de folhas, até murchamento e morte. Há ainda os danos indiretos como a injeção de toxinas presentes na saliva ou a transmissão de alguns vírus como o tospovírus. Todavia, somente 14 das 6000 espécies de tripes são reconhecidamente transmissoras de viroses. Ocasionalmente tripes fitófagos perfuram a pele humana causando reações variáveis.

### Habitat

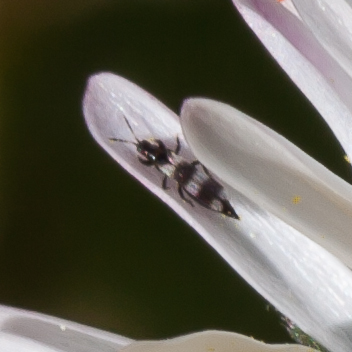
Tripes em pétala de margarida

Encontram-se em locais diversos, devido à diversidade de hábitos alimentares, que pode ser na parte aérea de plantas (folha, caule, flores e frutos), na serrapilheira e sob casca de galho e troncos mortos, exceto pelas espécies totalmente aquáticas.
Geralmente encontram-se em abrigos, que podem ser encontrados, induzidos (galhas) ou construídos (podem tecer um estrutura semelhante a uma tenda ou formar cecídeas); e são essenciais para a diminuição da perda de água pela transpiração.

### Ciclo de vida

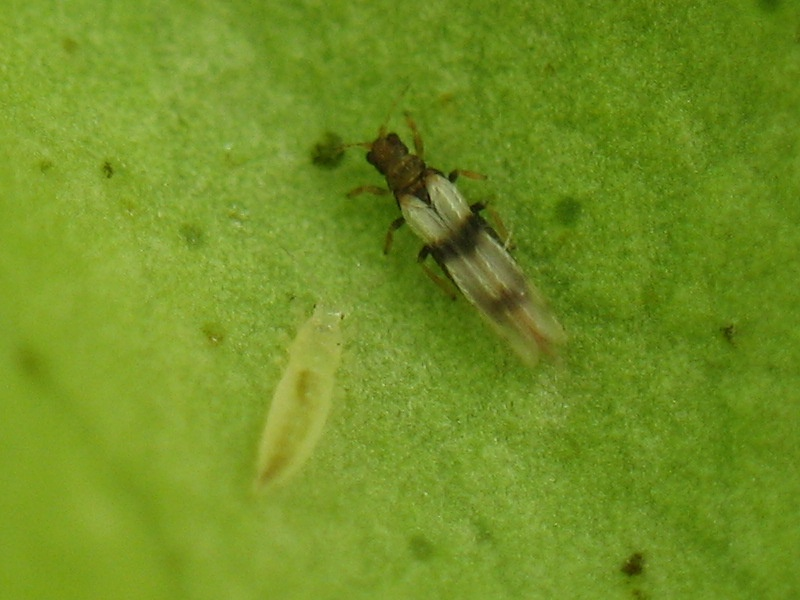
Adulto (escuro e com asas) e ninfa (claro e sem asas) de Thysanoptera.

Thysanoptera apresenta desenvolvimento intermediário entre a simples e a completa, chamado remetabolia, este inclui dois ou três estágios pupal quiescente, no qual, semelhante às pupas de holometábolos, o inseto permanece totalmente imóvel durante um período prolongado (embora seja capaz de andar se incomodada), sem se alimentar e ocorrem mudanças estruturais (apesar da semelhança morfológica). No primeiro e segundo instares aparecem como adultos pequenos, mas não possuem aparelho reprodutor desenvolvido, ocelos e nem asas (somente "brotos" alares), geralmente são chamados de "larvas"; estas alimentam-se intensamente até empupamento, que geralmente ocorre próximo ao local de de alimentação. Os instares 3 a 4 (Terebrantia) ou 3 a 5 (Tubulifera) são instares de repouso, ou pupa, no qual ocorre a reconstrução dos tecidos com o desenvolvimento das asas e da genitália.

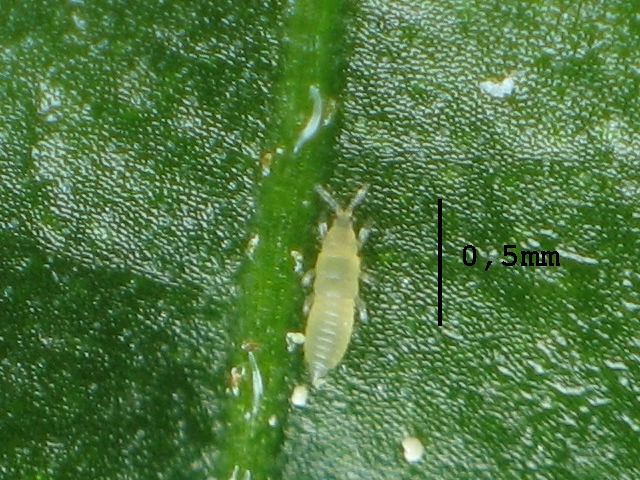
Ninfa de um Terebrantia

A maioria das espécies de tripes é bissexual com predomínio de fêmeas. Em muitas espécies a presença de machos é rara ou inexistente e a reprodução é parcial ou totalmente partenogenética. As fêmeas de tripes são diplóides, enquanto os machos são haploides, produzidos por ovos não fertilizados, processo conhecido como partenogênese. A partenogênese nesses insetos pode ser  arrenótoca, a qual só origina indivíduos machos ou deuterótoca, a qual origina machos e fêmeas, embora na geralmente as fêmeas sejam geradas por reprodução bissexual. Não há registro de partenogênese telítoca, na qual os ovos não fecundados geram somente fêmeas.
A oviposição da sub-ordem Terebrantia é depositado no interior do tecido das plantas. Nesse grupo, a fêmea posiciona a porção final do abdome sobre a superfície da folha e, em seguida, a pressão sobre o abdome empurra o ovipositor para fora e com movimentos alternados as lâminas anterior e posterior serram a lâmina foliar, abrindo uma cavidade oca. Posteriormente, com o ovipositor encaixado na abertura, o abdome é contraído e um ovo é conduzido pelo ovipositor ao interior cavidade. Na sub-ordem Tubulifera, os ovos são fixados as folha isoladamente ou em grupos, ou são postos  em cavidades da própria planta. Os ovos de tripes eclodem em torno de três a quatro dias e as “larvas” apresentam coloração branca ou translúcida neste período. Após soltarem-se completamente do cório, elas saem caminhando ativamente e passam a se alimentar.
Em algumas espécies de Terebrantia a ninfa secreta seda pelo ânus afim de formar um casulo para a proteção da pupa; em outras a pupa fica sob folhas ou em casulos feitos com seda e partículas de solo.

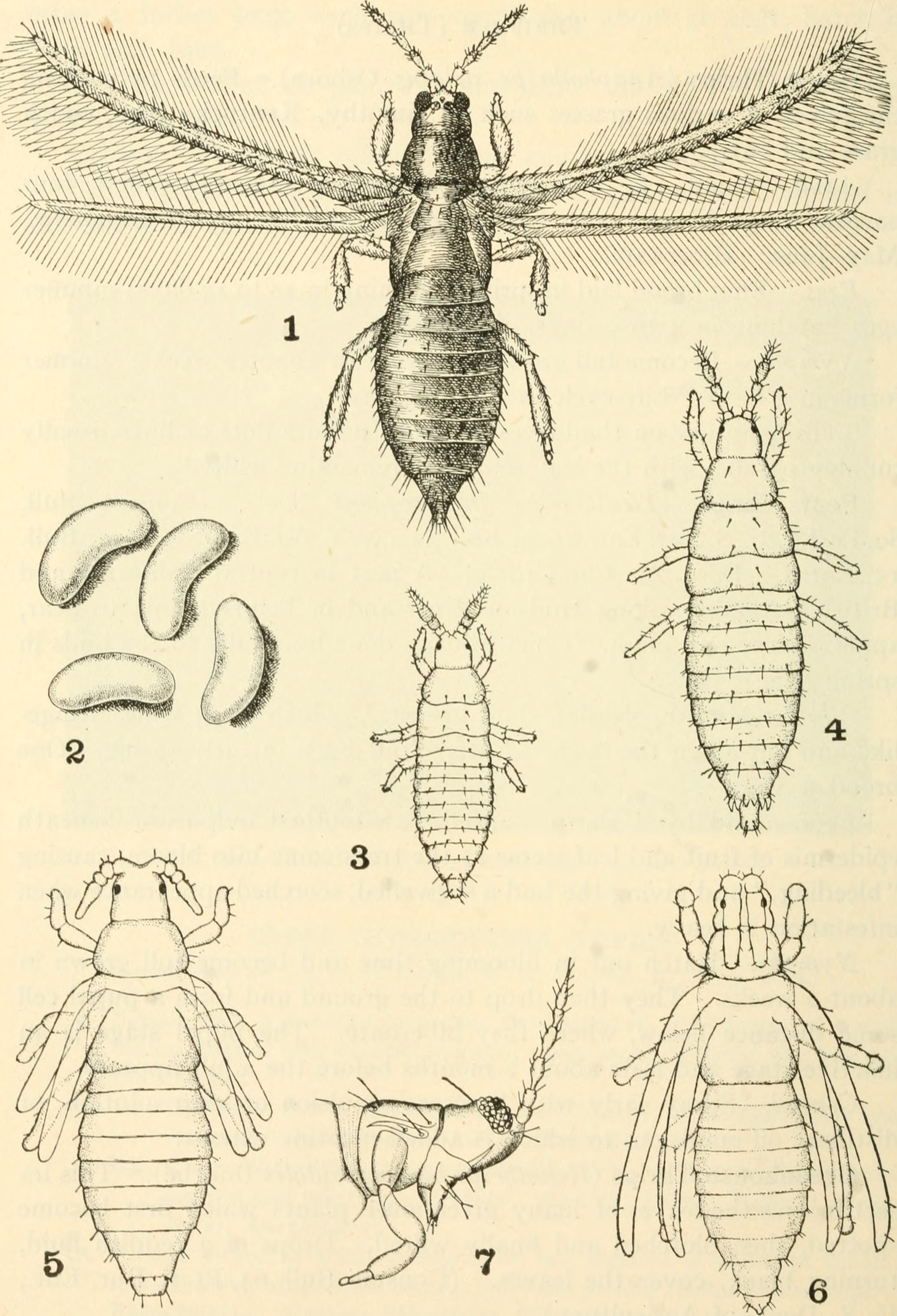
Esquema do ciclo de vida de Pear Thrips (Taeniothrips inconsequens (Uzel), tripes da sub-ordem Terebrantia): 1.adulto; 2.ovos; 3-4.larvas; 5-6: pupa; 7.visão lateral da cabeça.

### Comportamento/Sociabilidade

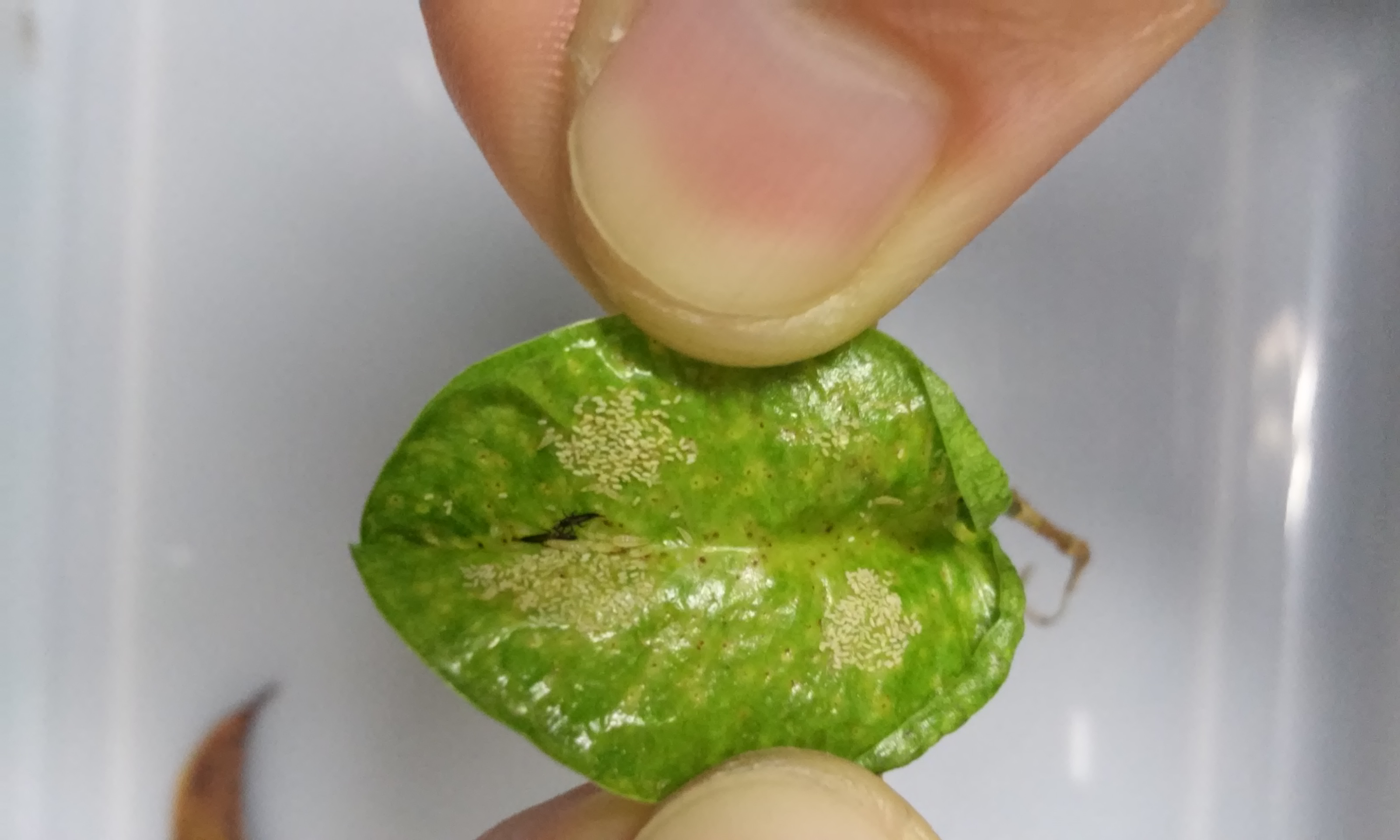
Ovos, ninfas e adultos de Tubulifera em folha de Ficus.

A maioria das espécies é solitária, mas algumas espécies de tripes possuem comportamento subsocial (o qual é definido como um sistema social no qual adultos tomam conta de estágios imaturos por um certo período especies de tripes) e social, sendo que em algumas espécies o cuidado com as ninfas é necessário para o seu desenvolvimento.
Tubulifera apresenta cuidado parental (maternal, paternal ou biparental) com defesa dos imaturos e/ou dos recursos reprodutivos; e em  seis espécies dessa subordem ocorrem a eussocialidade, onde há divisão de trabalho e sobreposição de gerações, além do cuidado com a prole.
A maioria das espécies de tripes, senão todas,  que exibem comportamento subsocial dependem de um abrigo uma galha. Os tripes formadores de galhas muitas vezes tem seu abrigo invadido por outras espécies cleptoparasitas ou “inquilinas” que podem coabitar no abrigo ou expulsar ou matar a esTestespécie galhadora.

## Importância ecológica

### Pragas agrícolas

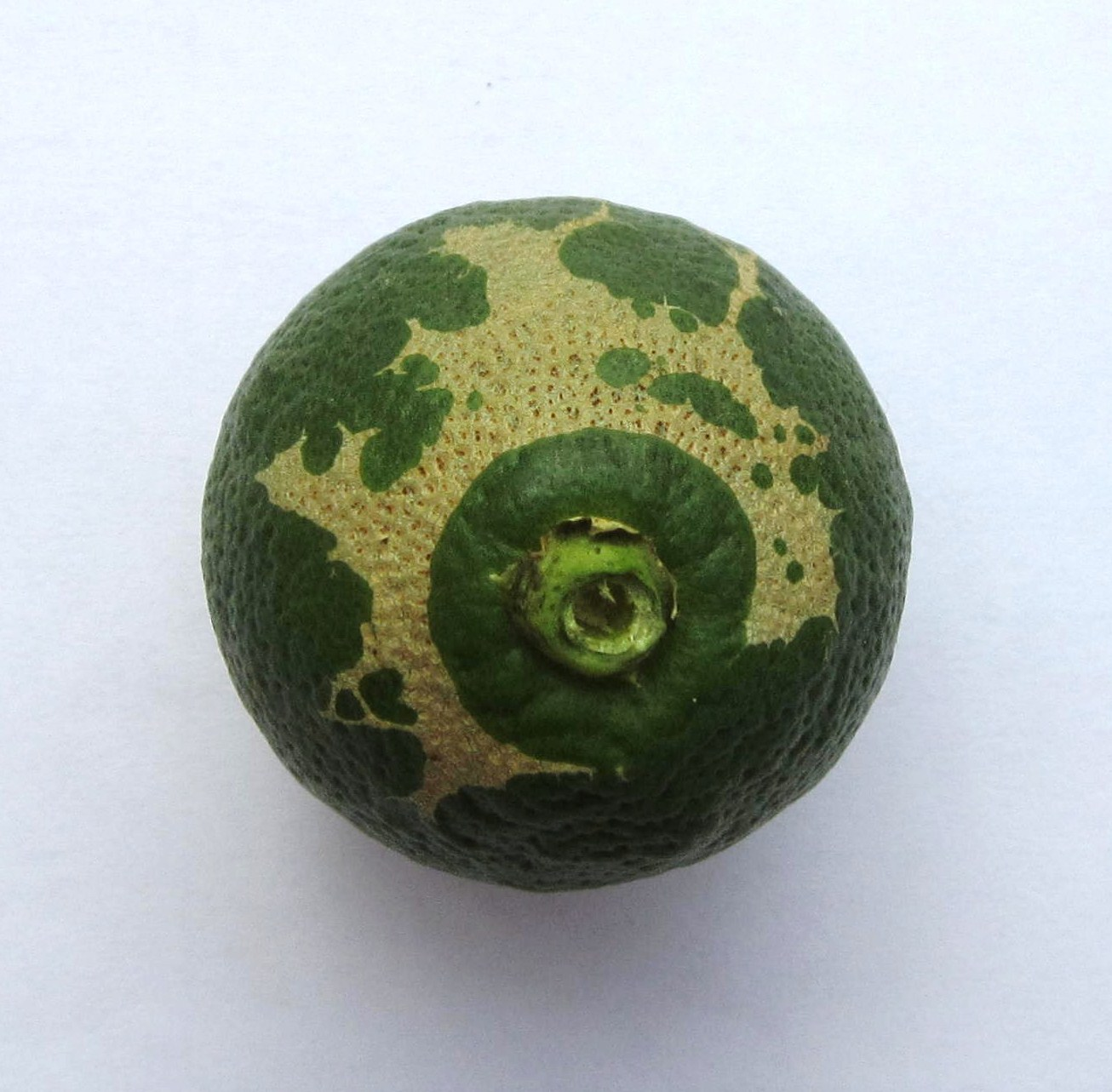
Danos em uma laranja causados pro Tripes.

A ordem Thysanoptera abriga várias espécies-pragas (cerca de 100 dentro das pouco mais de 6100 espécies existentes) que atacam diversas culturas de importância econômica em todo o mundo. Os gêneros Frankliniella e Thrips reúnem o maior número de espécies-pragas, causando danos aos tecidos vegetais durante a alimentação e/ou pela transmissão de agentes fitopatogênicos, principalmente vírus, sendo os Tospovirus os de maior relevância devido às perdas econômicas que acarretam em muitas culturas.

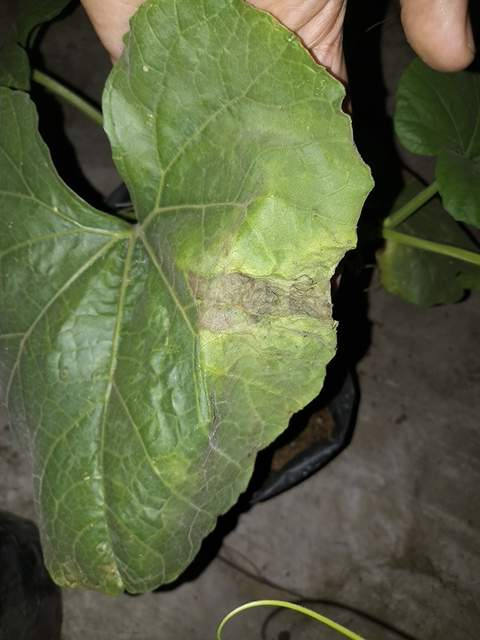
Folha com dano causado por tripes

Os danos causados às plantas por tripes fitófagos podem ser diretos em decorrência da ação mecânica das partes bucais do inseto, durante a alimentação, eliminação de gotas fecais e, em Terebrantia, também oviposição nos tecidos. Esses danos dependem de vários fatores: da espécie de tripes e sua toxicidade salivar, da espécie da planta hospedeira e sua localização geográfica e da profundidade de alimentação. A saliva de tripes induz a formação de galhas além de inibir a diferenciação do tecido, estimular a proliferação de células ou a hipertrofia de células do mesofilo. A maioria dessas galhas ocorrem nas lâminas das folhas e gemas axilares e terminais. No entanto, a formação de galhas é considerado um problema de menor relevância dentro dos danos que atingem plantações.  

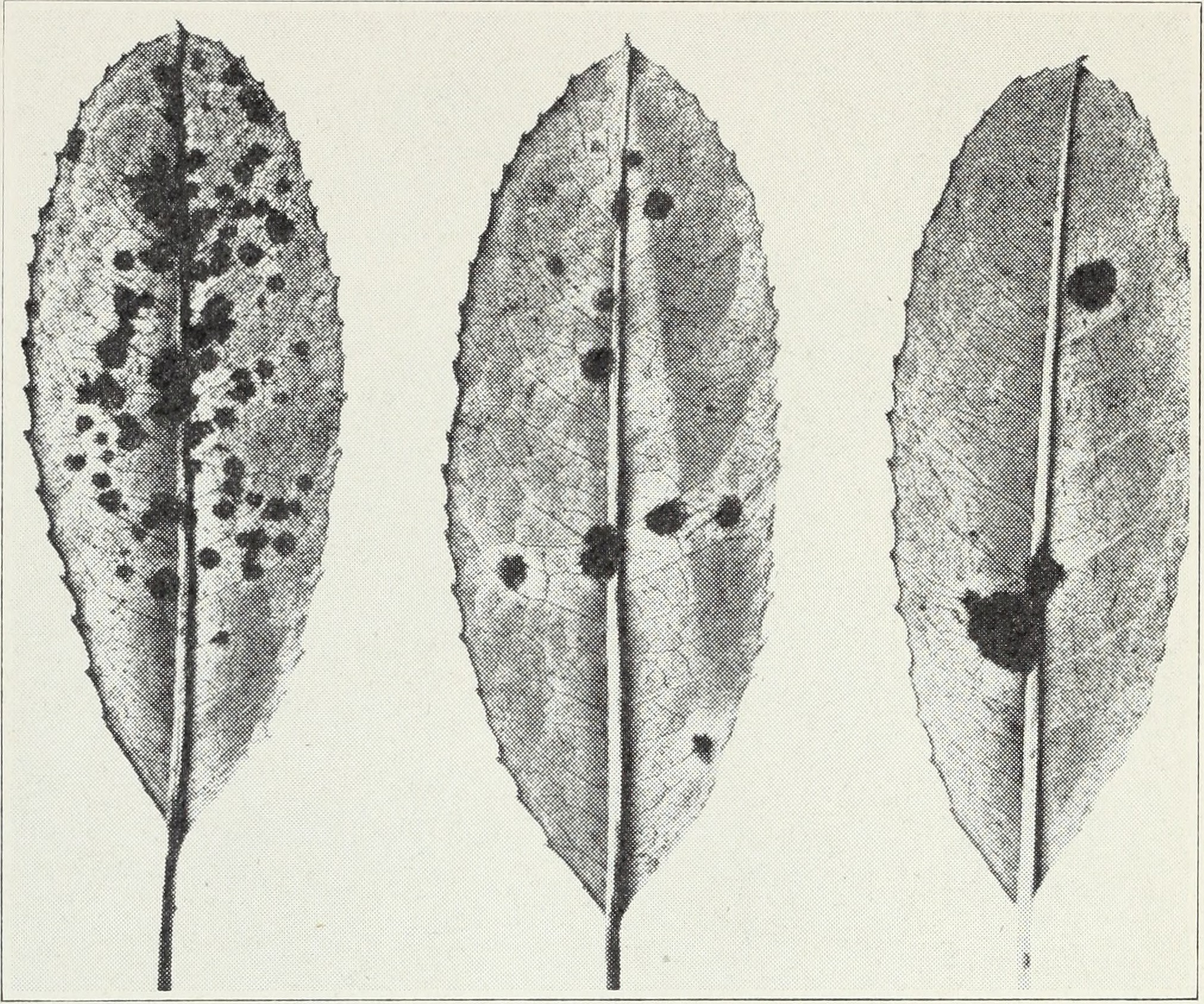
Dano em folhas

Os tripes são encontrados e se alimentam, preferencialmente, das partes aéreas da planta: folhas, ramos e frutos, onde sugam a seiva, o conteúdo celular de tecidos não-lenhosos ou o conteúdo do grão de pólen.  Nas folhas, localizam-se em geral na face abaxial onde, ao se alimentarem, podem causar distorção, prateamento, bronzeamento, morte, seca e abscisão de tecidos vegetais (vegetativos e/ou reprodutivos). O ataque a frutos pode causar má-formação, nanismo, suberização, dando aspecto lenhoso, deformação da epiderme, marcas e mudança na coloração da casca, como prateamento e bronzeamento, e rachadura. Nas flores, a alimentação afeta os órgãos reprodutivos podendo causar esterilidade. Os orifícios, deixados no local por causa da picada, além de formarem pontos escuros devido à necrose dos tecidos, facilitam a entrada de fitopatógenos, como fungos, aumentando a incidência de doenças.
Com a alimentação, os insetos depositam gotas de fluido anal na superfície do tecido e, após evaporação, deixam resíduo no local, formando uma mancha pequena, escura e, por vezes, proeminente. Esta representa um sintoma característico do ataque de tripes. Essas manchas comprometem a aparência, prejudicando ou até impedindo a comercialização dos produtos em questão.
As fêmeas realizam a oviposição em folhas, flores e frutos resultando em perdas econômicas dependendo do dano causado. Em flores, os danos se limitam à cavidade e ao ponto de entrada do ovipositor. Já quando ocorre em frutos, estes apresentam pontos ou áreas de coloração escura, circundados ou não por halo esbranquiçado/pálido, ou áreas circulares de coloração mais clara, levemente salientes.

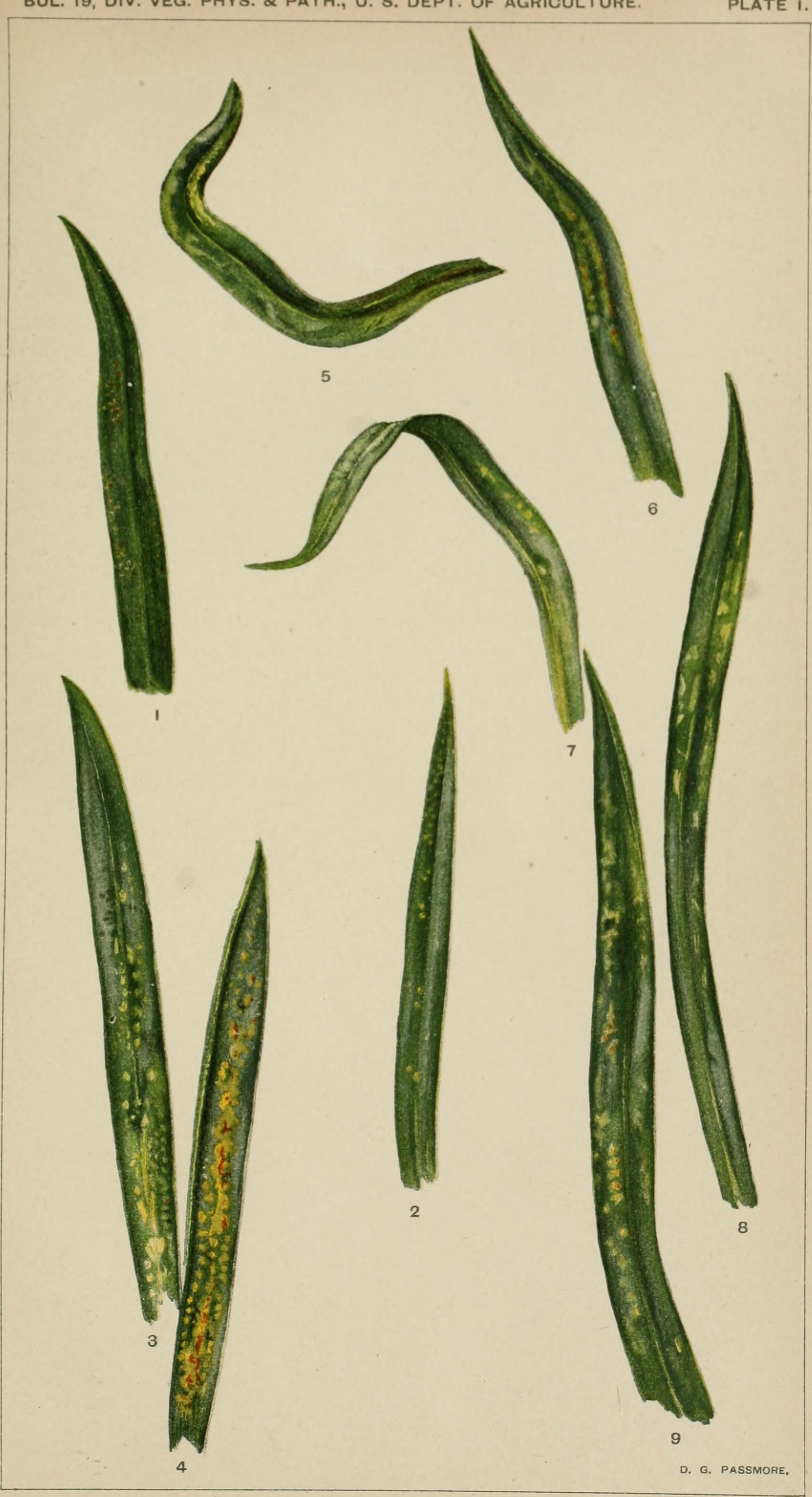
Injurias em folhas causada por Tripes.

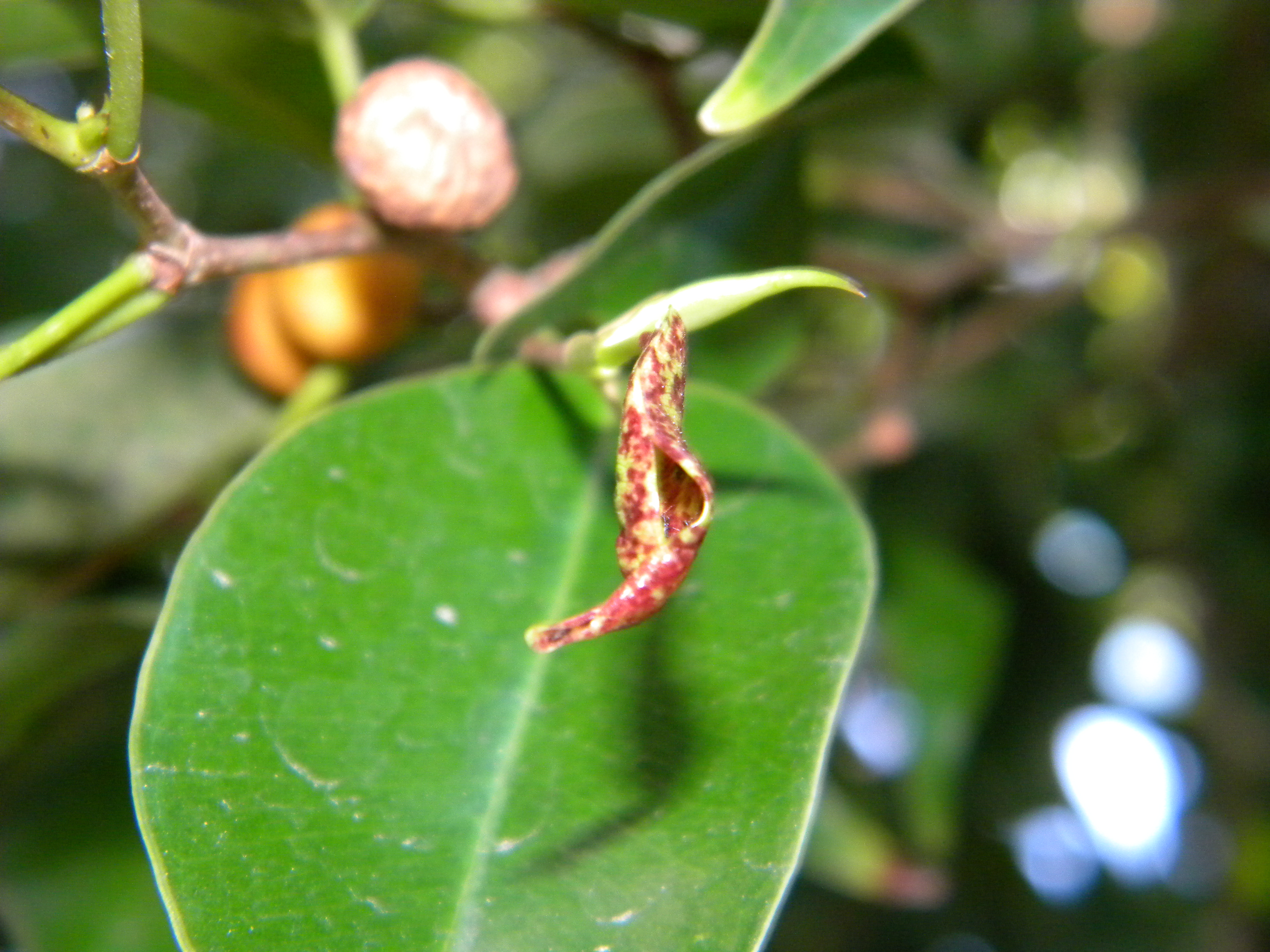
Cecídea em folha de Ficus causada por Thysanoptera.

Os danos indiretos causados pela alimentação dos tripes é a transmissão de agentes fitopatogênicos às plantas atacadas, especialmente vírus, com destaque para o Tospovirus. Estes atacam culturas de hortaliças e plantas ornamentais de importância econômica em todo o mundo, gerando perdas significativas. Os sintomas causados pelo tospovirus dependem tanto de espécie para espécie das plantas infectadas, como qual das cepas se trata. Os tripes são os únicos vetores conhecidos de Tospovirus, cuja transmissão é feita pelo adulto. A presença desse vírus em culturas, ou mesmo na natureza, onde não há tripes é desconhecida, isso mostra que sua existência é totalmente dependente de Thysanoptera que, na sua ausência, não são capazes de se dispersar de uma planta a outra.
Em geral, todas as espécies de tripes causam algum dano em plantações, mas em alguns casos sua presença pode até ser benéfica. Eles podem ser úteis como agentes de controle biológico alimentando-se de outras pragas, como insetos ou ácaros; ou como agentes polinizadores. Um exemplo de espécie que promove todas essas interações é a Frankliniela occidentalis, que causa dano direto durante alimentação, indireto, ao transmitir vírus, se alimenta de ácaros, controlando sua população e pode, também, participar na polinização.

### Polinização

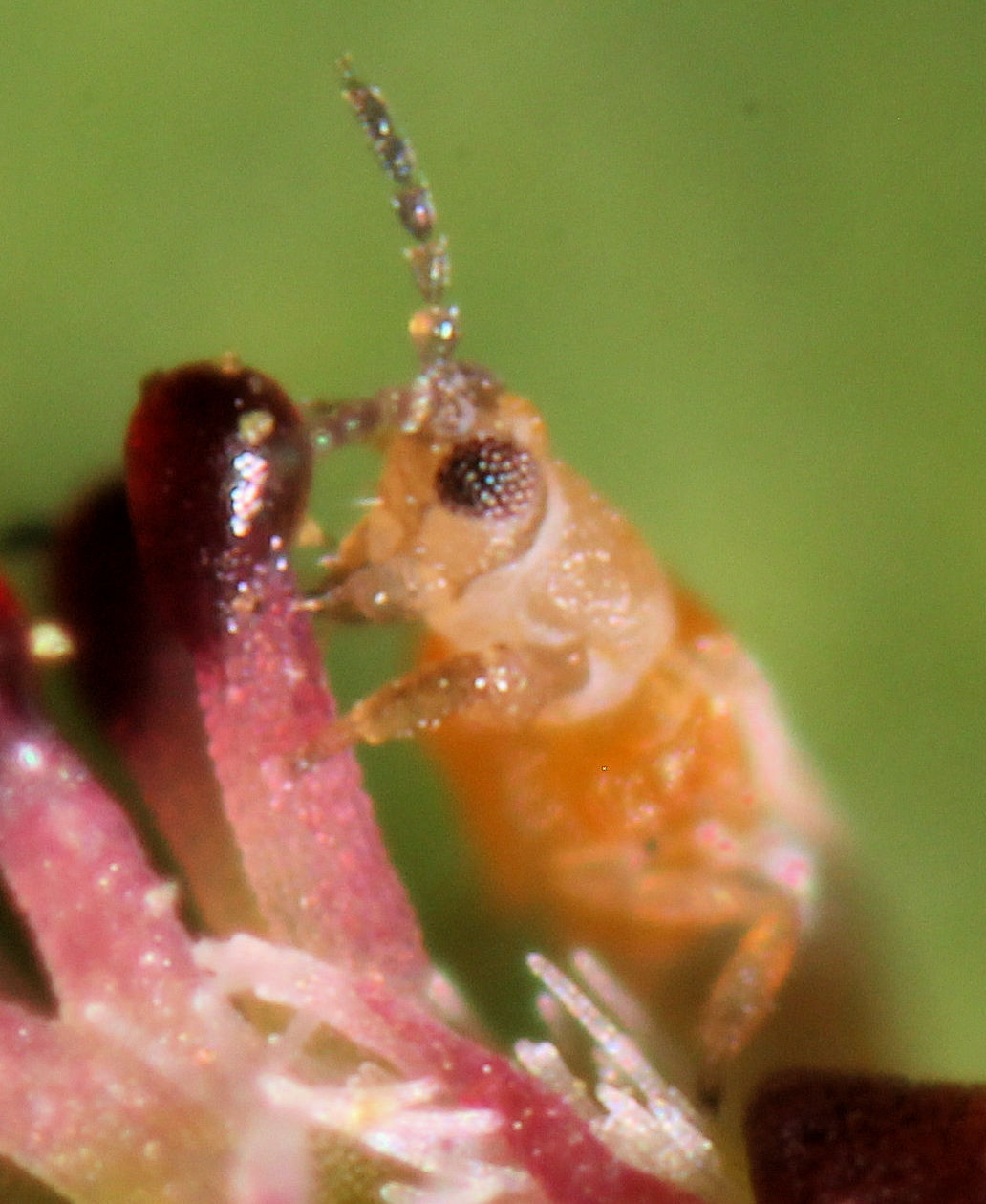
Frankliniella occidentalis (Terebrantia) em flor de Euphorbia albomarginata.

Os tripes possuem hábitos alimentares muito diversificados. Dentre os fitófagos, espécies que se alimentam de pólen são bastante comuns; isso os torna potenciais polinizadores. No entanto, estudos de polinização por tripes têm sido deixados de lado, pois são considerados polinizadores secundários. Isso de deve a ausência de características que o classificariam como um “polinizador eficiente”: 1) tripes são muito pequenos e não possuem órgãos ou estruturas específicas para carregar pólen; 2) eles carregam uma quantidade muito pequena de grãos de pólen por indivíduo ; e 3) eles são considerados insetos sem muita agilidade no que diz respeito ao voo, além de raramente deixarem suas flores. Mas essas características não são sempre verdade. Tripes têm voo bem direcionado, e algumas espécies se locomovem por várias flores, com certa frequência. Dentro dos gêneros Frankliniella e Thrips, existem espécies considerados importantes polinizadores de algumas plantas e alguns indivíduos carregam centena de grãos de pólen. Entretanto, até hoje não existem estudos comprovando se tripes são polinizadores específicos de alguma espécie de planta.

## Fauna brasileira de Thysanoptera
A Ordem Thysanoptera compreende uma das menos conhecidas/estudadas dentro da Classe Insecta. Estudos recentes indicam um grande número de espécies, em território brasileiro, não registradas e não descritas. A fauna brasileira abrange cerca de 520 espécies conhecidas de Thysanoptera, agrupados em 139 gêneros e seis famílias; um terço dessas espécies estão dentro da subordem Terebrantia e dois terços, em Tubulifera. Esse total de espécies representa 10% da fauna mundial conhecida, sendo 370 descritas originalmente no Brasil.
Apesar do número considerável de espécies, a fauna brasileira é muito pouco conhecida, sendo as pesquisas com ênfase, principalmente, em tripes que se associam ou são pragas de culturas de importância econômica. Cerca de 24 espécies são consideradas pragas no Brasil, 22 delas pertencentes à subordem Terebrantia. Entretanto, não são todas que causam prejuízos significativos na agricultura. Cerca de metade das espécies conhecidas que são vetores de Tospovirus, foram registradas no Brasil: Frankliniella occidentalis,Frankliniella schultzei, Frankliniella zucchini, Thrips tabaci and Thrips palmi, causando danos em culturas de tomate, tabaco, cebola, alho, algodão, berinjela, batata, melão e melancia, danos esses não restritos apenas à infecção do tospovirus, mas inclusive sendo causado pela alimentação dos tripes.

## Filogenia
Ordem Thysanoptera está inserida em uma subdivisão chamada Paraneoptera, a qual compreende Thysanoptera, Hemiptera e Psocodea apresentando entre outras  características comuns transformações nas peças bucais, incluindo uma lacinia maxilar mais fina e alongada e um pós-clípeo (região mais acima do clípeo mais próxima da fronte) que contém um cibário ampliado. A monofilia em Paraneoptera é apoiada em dados morfológicos e moleculares (DNA ribossômico).
Todavia, a relação filogenéticas entre essas ordens ainda não estão bem claras dando margem a mal entendidos e duas hipóteses são abordadas. A primeira é a de que Psocodea e Thysanoptera formam um grupo irmão de Hemiptera e a segunda é a de que Thysanoptera e Hemipera formam uma superordem chamada Condylognatha, grupo irmão de Psocodea. A primeira hipótese é apoiada por dados moleculares e a segunda por dados morfológicos comuns como peças bucais contendo estiletes, estrutura e função do intestino, a base da asa dianteira e presença de um anel esclerotizado entre os flagelômeros (subdivisões da antena após o segundo segmento).
Dentro de Thysanoptera, os dados moleculares confirmaram de maneira consistente a divisão em duas sub-ordens, a saber, Tubulifera e Terebrantia. A primeira apresenta somente uma família e a segunda conta com oito. Baseado em dados morfológicos foram levantadas duas hipóteses sofre a filogenia de Thysanoptera. Nestas, Melanthripidae está incluída dentro Aeolothripidae e Stenurothripidae se refere a Adiheterothripidae.
Outra filogenia baseada em dados moleculares apontam que as famílias, Phlaeothripidae (Tubulifera), Aeolothripidae, Melanthripidae e Thripidae (Terebrantia) são famílias monofiléticas. Esses dados mostram ainda que não é clara a relação entre as famílias Aeolothripidae e Merothripidae com o restante de Terebrentia indicam essas famílias como possíveis linhagens base de Terebrantia. Conforme a análise molecular,  a família Melanthripidae não está relacionada diretamente com direta com Aeolothripidae e aparece como grupo irmão de Heterothripidae e Adiheterothripidae. Não foram incluídos dados de duas famílias: Uzelothripidae e Fauriellidae. Embora os dados moleculares revelem mais sobre a filogenia, eles não conduzem a uma conclusão definitiva indicando que mais estudos devem ser realizados.
|  | Thripidae                                                        |
|  |                                                                  |
|  | \| \| Heterothripidae \| \| \| \| \| \| Fauriellidae \| \| \| \| |
|  |                                                                  |
|  | Heterothripidae                                                  |
|  |                                                                  |
|  | Fauriellidae                                                     |
|  |                                                                  |

|  | Heterothripidae |
|  |                 |
|  | Fauriellidae    |
|  |                 |

|  | Thripidae                                                        |
|  |                                                                  |
|  | \| \| Heterothripidae \| \| \| \| \| \| Fauriellidae \| \| \| \| |
|  |                                                                  |
|  | Heterothripidae                                                  |
|  |                                                                  |
|  | Fauriellidae                                                     |
|  |                                                                  |

|  | Heterothripidae |
|  |                 |
|  | Fauriellidae    |
|  |                 |

|  | \| \| Aeolothripidae \| \| \| \| \| \| Merothripidae \| \| \| \| |
|  |                                                                  |
|  | Uzelothripidae                                                   |
|  |                                                                  |
|  | Aeolothripidae                                                   |
|  |                                                                  |
|  | Merothripidae                                                    |
|  |                                                                  |

|  | Aeolothripidae |
|  |                |
|  | Merothripidae  |
|  |                |

|  | Thripidae                                                        |
|  |                                                                  |
|  | \| \| Heterothripidae \| \| \| \| \| \| Fauriellidae \| \| \| \| |
|  |                                                                  |
|  | Heterothripidae                                                  |
|  |                                                                  |
|  | Fauriellidae                                                     |
|  |                                                                  |

|  | Heterothripidae |
|  |                 |
|  | Fauriellidae    |
|  |                 |

|  | Thripidae                                                        |
|  |                                                                  |
|  | \| \| Heterothripidae \| \| \| \| \| \| Fauriellidae \| \| \| \| |
|  |                                                                  |
|  | Heterothripidae                                                  |
|  |                                                                  |
|  | Fauriellidae                                                     |
|  |                                                                  |

|  | Heterothripidae |
|  |                 |
|  | Fauriellidae    |
|  |                 |

|  | \| \| Aeolothripidae \| \| \| \| \| \| Merothripidae \| \| \| \| |
|  |                                                                  |
|  | Uzelothripidae                                                   |
|  |                                                                  |
|  | Aeolothripidae                                                   |
|  |                                                                  |
|  | Merothripidae                                                    |
|  |                                                                  |

|  | Aeolothripidae |
|  |                |
|  | Merothripidae  |
|  |                |

|  | Thripidae                                                        |
|  |                                                                  |
|  | \| \| Heterothripidae \| \| \| \| \| \| Fauriellidae \| \| \| \| |
|  |                                                                  |
|  | Heterothripidae                                                  |
|  |                                                                  |
|  | Fauriellidae                                                     |
|  |                                                                  |

|  | Heterothripidae |
|  |                 |
|  | Fauriellidae    |
|  |                 |

|  | Thripidae                                                        |
|  |                                                                  |
|  | \| \| Heterothripidae \| \| \| \| \| \| Fauriellidae \| \| \| \| |
|  |                                                                  |
|  | Heterothripidae                                                  |
|  |                                                                  |
|  | Fauriellidae                                                     |
|  |                                                                  |

|  | Heterothripidae |
|  |                 |
|  | Fauriellidae    |
|  |                 |

|  | \| \| Aeolothripidae \| \| \| \| \| \| Merothripidae \| \| \| \| |
|  |                                                                  |
|  | Uzelothripidae                                                   |
|  |                                                                  |
|  | Aeolothripidae                                                   |
|  |                                                                  |
|  | Merothripidae                                                    |
|  |                                                                  |

|  | Aeolothripidae |
|  |                |
|  | Merothripidae  |
|  |                |

|  | Thripidae                                                        |
|  |                                                                  |
|  | \| \| Heterothripidae \| \| \| \| \| \| Fauriellidae \| \| \| \| |
|  |                                                                  |
|  | Heterothripidae                                                  |
|  |                                                                  |
|  | Fauriellidae                                                     |
|  |                                                                  |

|  | Heterothripidae |
|  |                 |
|  | Fauriellidae    |
|  |                 |

|  | Thripidae                                                        |
|  |                                                                  |
|  | \| \| Heterothripidae \| \| \| \| \| \| Fauriellidae \| \| \| \| |
|  |                                                                  |
|  | Heterothripidae                                                  |
|  |                                                                  |
|  | Fauriellidae                                                     |
|  |                                                                  |

|  | Heterothripidae |
|  |                 |
|  | Fauriellidae    |
|  |                 |

|  | \| \| Aeolothripidae \| \| \| \| \| \| Merothripidae \| \| \| \| |
|  |                                                                  |
|  | Uzelothripidae                                                   |
|  |                                                                  |
|  | Aeolothripidae                                                   |
|  |                                                                  |
|  | Merothripidae                                                    |
|  |                                                                  |

|  | Aeolothripidae |
|  |                |
|  | Merothripidae  |
|  |                |

|  | \| \| Adiheterothripidae \| \| \| \| \| \| Heterothripidae \| \| \| \| |
|  |                                                                        |
|  | Melanthripidae                                                         |
|  |                                                                        |
|  | Adiheterothripidae                                                     |
|  |                                                                        |
|  | Heterothripidae                                                        |
|  |                                                                        |

|  | Adiheterothripidae |
|  |                    |
|  | Heterothripidae    |
|  |                    |

|  | \| \| Adiheterothripidae \| \| \| \| \| \| Heterothripidae \| \| \| \| |
|  |                                                                        |
|  | Melanthripidae                                                         |
|  |                                                                        |
|  | Adiheterothripidae                                                     |
|  |                                                                        |
|  | Heterothripidae                                                        |
|  |                                                                        |

|  | Adiheterothripidae |
|  |                    |
|  | Heterothripidae    |
|  |                    |

|  | \| \| Adiheterothripidae \| \| \| \| \| \| Heterothripidae \| \| \| \| |
|  |                                                                        |
|  | Melanthripidae                                                         |
|  |                                                                        |
|  | Adiheterothripidae                                                     |
|  |                                                                        |
|  | Heterothripidae                                                        |
|  |                                                                        |

|  | Adiheterothripidae |
|  |                    |
|  | Heterothripidae    |
|  |                    |

|  | \| \| Adiheterothripidae \| \| \| \| \| \| Heterothripidae \| \| \| \| |
|  |                                                                        |
|  | Melanthripidae                                                         |
|  |                                                                        |
|  | Adiheterothripidae                                                     |
|  |                                                                        |
|  | Heterothripidae                                                        |
|  |                                                                        |

|  | Adiheterothripidae |
|  |                    |
|  | Heterothripidae    |
|  |                    |

|  | \| \| Adiheterothripidae \| \| \| \| \| \| Heterothripidae \| \| \| \| |
|  |                                                                        |
|  | Melanthripidae                                                         |
|  |                                                                        |
|  | Adiheterothripidae                                                     |
|  |                                                                        |
|  | Heterothripidae                                                        |
|  |                                                                        |

|  | Adiheterothripidae |
|  |                    |
|  | Heterothripidae    |
|  |                    |

|  | \| \| Adiheterothripidae \| \| \| \| \| \| Heterothripidae \| \| \| \| |
|  |                                                                        |
|  | Melanthripidae                                                         |
|  |                                                                        |
|  | Adiheterothripidae                                                     |
|  |                                                                        |
|  | Heterothripidae                                                        |
|  |                                                                        |

|  | Adiheterothripidae |
|  |                    |
|  | Heterothripidae    |
|  |                    |

|  | \| \| Adiheterothripidae \| \| \| \| \| \| Heterothripidae \| \| \| \| |
|  |                                                                        |
|  | Melanthripidae                                                         |
|  |                                                                        |
|  | Adiheterothripidae                                                     |
|  |                                                                        |
|  | Heterothripidae                                                        |
|  |                                                                        |

|  | Adiheterothripidae |
|  |                    |
|  | Heterothripidae    |
|  |                    |

|  | \| \| Adiheterothripidae \| \| \| \| \| \| Heterothripidae \| \| \| \| |
|  |                                                                        |
|  | Melanthripidae                                                         |
|  |                                                                        |
|  | Adiheterothripidae                                                     |
|  |                                                                        |
|  | Heterothripidae                                                        |
|  |                                                                        |

|  | Adiheterothripidae |
|  |                    |
|  | Heterothripidae    |
|  |                    |

|  | \| \| Adiheterothripidae \| \| \| \| \| \| Heterothripidae \| \| \| \| |
|  |                                                                        |
|  | Melanthripidae                                                         |
|  |                                                                        |
|  | Adiheterothripidae                                                     |
|  |                                                                        |
|  | Heterothripidae                                                        |
|  |                                                                        |

|  | Adiheterothripidae |
|  |                    |
|  | Heterothripidae    |
|  |                    |

|  | \| \| Adiheterothripidae \| \| \| \| \| \| Heterothripidae \| \| \| \| |
|  |                                                                        |
|  | Melanthripidae                                                         |
|  |                                                                        |
|  | Adiheterothripidae                                                     |
|  |                                                                        |
|  | Heterothripidae                                                        |
|  |                                                                        |

|  | Adiheterothripidae |
|  |                    |
|  | Heterothripidae    |
|  |                    |

|  | \| \| Adiheterothripidae \| \| \| \| \| \| Heterothripidae \| \| \| \| |
|  |                                                                        |
|  | Melanthripidae                                                         |
|  |                                                                        |
|  | Adiheterothripidae                                                     |
|  |                                                                        |
|  | Heterothripidae                                                        |
|  |                                                                        |

|  | Adiheterothripidae |
|  |                    |
|  | Heterothripidae    |
|  |                    |

|  | \| \| Adiheterothripidae \| \| \| \| \| \| Heterothripidae \| \| \| \| |
|  |                                                                        |
|  | Melanthripidae                                                         |
|  |                                                                        |
|  | Adiheterothripidae                                                     |
|  |                                                                        |
|  | Heterothripidae                                                        |
|  |                                                                        |

|  | Adiheterothripidae |
|  |                    |
|  | Heterothripidae    |
|  |                    |

|  | \| \| Adiheterothripidae \| \| \| \| \| \| Heterothripidae \| \| \| \| |
|  |                                                                        |
|  | Melanthripidae                                                         |
|  |                                                                        |
|  | Adiheterothripidae                                                     |
|  |                                                                        |
|  | Heterothripidae                                                        |
|  |                                                                        |

|  | Adiheterothripidae |
|  |                    |
|  | Heterothripidae    |
|  |                    |

|  | \| \| Adiheterothripidae \| \| \| \| \| \| Heterothripidae \| \| \| \| |
|  |                                                                        |
|  | Melanthripidae                                                         |
|  |                                                                        |
|  | Adiheterothripidae                                                     |
|  |                                                                        |
|  | Heterothripidae                                                        |
|  |                                                                        |

|  | Adiheterothripidae |
|  |                    |
|  | Heterothripidae    |
|  |                    |

|  | \| \| Adiheterothripidae \| \| \| \| \| \| Heterothripidae \| \| \| \| |
|  |                                                                        |
|  | Melanthripidae                                                         |
|  |                                                                        |
|  | Adiheterothripidae                                                     |
|  |                                                                        |
|  | Heterothripidae                                                        |
|  |                                                                        |

|  | Adiheterothripidae |
|  |                    |
|  | Heterothripidae    |
|  |                    |

|  | \| \| Adiheterothripidae \| \| \| \| \| \| Heterothripidae \| \| \| \| |
|  |                                                                        |
|  | Melanthripidae                                                         |
|  |                                                                        |
|  | Adiheterothripidae                                                     |
|  |                                                                        |
|  | Heterothripidae                                                        |
|  |                                                                        |

|  | Adiheterothripidae |
|  |                    |
|  | Heterothripidae    |
|  |                    |